# نبردناو کاشیما
نبردناو کاشیما (به انگلیسی: Japanese battleship Kashima) یک کشتی بود که طول آن ۴۷۳ فوت ۷ اینچ (۱۴۴٫۳ متر) بود. این کشتی در سال ۱۹۰۵ ساخته شد.